# 28820 Sylrobertson
28820 Sylrobertson è un asteroide della fascia principale. Scoperto nel 2000, presenta un'orbita caratterizzata da un semiasse maggiore pari a 2,3015292 UA e da un'eccentricità di 0,0434730, inclinata di 9,00580° rispetto all'eclittica.